# Karabin Thouvenin
Karabin Thouvenin – karabin z zamkiem kapiszonowym, konstrukcji francuskiej, z I połowy XIX w.

## Historia
W roku 1844, francuski oficer – płk. Thouvenin, wymyślił nowy sposób ładowania broni odprzodowej z lufą bruzdowaną. Do tej pory nie była to prosta operacja. Ładowanie takiej broni polegało na mozolnym przebijaniu pocisku, za pomocą specjalnego stempla i drewnianego młotka, przez całą długość przewodu lufy. Istniały też systemy z mechanicznym dopasowaniem pocisku do gwintu lufy (Karabin Brunszwik). Oba rozwiązania miały poważne wady. Pierwsze było pracochłonne i powolne. Nie nadawało się do prowadzenia szybkiego ognia na polu walki. Z tego powodu broń tego typu stosowana była przez strzelców wyborowych, którym nie zależało na szybkostrzelności. Drugi system wymagał pocisków o specjalnej konstrukcji, a także wiązał się z koniecznością przepchnięcia go przez cały przewód lufy. Była to operacja nie tak mozolna i pracochłonna, jak przy użyciu stempla i młotka, ale zawsze zajmowała cenne sekundy. Potrzebny był system, w którym pocisk sam uszczelniałby się w lufie.
Taki system zaproponował płk. Thouvenin. Jego głównym elementem był trzpień, umieszczony na dnie komory prochowej, dokładnie w osi przewodu lufy. Miał on długość 34,9 mm. Jego średnicę dobrano tak, aby zmniejszona przez niego komora prochowa, mieściła dokładnie odmierzona ilość prochu. Broń ładowano normalną kulą, dobrze dopasowana, ale luźno przechodzącą przez przewód lufy. W ostatniej fazie, silnym uderzeniem stempla, rozbijano ją na tym trzpieniu. Średnica pocisku zwiększała się. Wbijał się on w początek gwintu lufy i uszczelniał.
Płk. Thouvenin eksperymentował też z pociskami o kształcie cylindrycznym z zaokrąglonym wierzchołkiem. Próby te dawały jeszcze lepsze rezultaty, niż z pociskami kulistymi.
Do swoich pomysłów udało mu się przekonać francuskie władze wojskowe, które zgodziły się na wyprodukowanie i wprowadzenie do uzbrojenia karabinów systemu Thouvenina wraz z nową amunicją. Pomógł mu w tym kpt. Minié – Instruktor Wyszkolenia Strzeleckiego w Szkole Wojskowej w Vincennes, który także eksperymentował z nowymi typami pocisków.
Produkcja nowych karabinów była względnie prosta. Polegała na przeróbce, używanych dotąd, karabinów z zamkami skałkowymi, wprowadzonych do uzbrojenia w 1822 roku. Polegała ona na: przebudowie zamka skałkowego na kapiszonowy, umieszczeniu w lufie trzpienia, nagwintowaniu lufy (4 bruzdy prawoskrętne) oraz zaopatrzeniu nowej broni w przestawny celownik ramkowy wyskalowany do 1100 m. Karabin zaopatrzono w nowy typ stempla. Posiadał on specjalne wydrążenie w kształcie wierzchołka pocisku. Zapobiegało to jego uszkodzeniom.
Nową broń oficjalnie przyjęto do uzbrojenia w 1846 roku.